# 阿莱蜜蛛
阿莱蜜蛛（学名：Misumena areigera）为蟹蛛科蜜蛛属的动物。在中国大陆，分布于黑龙江等地。